# Eucalanus atlanticus
Eucalanus atlanticus är en kräftdjursart som beskrevs av Wolfenden 1904. Eucalanus atlanticus ingår i släktet Eucalanus och familjen Eucalanidae. Inga underarter finns listade i Catalogue of Life.